# Rondo c-Moll (Bruckner)

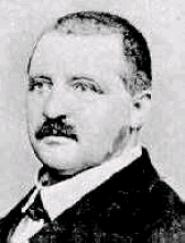
Bruckner (1868)

Das Rondo in c-Moll, WAB 208, ist ein Werk für Streichquartett von Anton Bruckner, das er 1862 komponierte. Das Werk wurde erst 1984, nach dem Tod des Komponisten, erstmalig öffentlich aufgeführt. Eine kritische Ausgabe erschien 1985 und das Stück wurde erstmals 1992 vom Raphael Quartett aufgenommen.

## Geschichte
Während seines Aufenthalts in Linz  1862 komponierte Bruckner sein Streichquartett als Übung im Auftrag Otto Kitzlers. Da Kitzler vielleicht unzufrieden mit Bruckners unkonventionellem ersten Rondo war, schlug er daher vor, dass ein neues Rondo in einer traditionelleren Rondo-Sonaten-Form dem Stück zugutekommen würde. Bruckner reagierte darauf, indem er diese neue große Rondoform schuf und ein neues Werk komponierte, das sich im musikalischen Inhalt deutlich vom Original unterschied und mit einer Aufführungszeit von etwa fünf Minuten deutlich länger war. Dieses zweite Rondo, das die gleiche Tonart,  das gleiche Metrum und die gleiche  formale Struktur wie das erste Rondo hat, kann als Alternative zum ersten Rondo angesehen werden.
Das eigenhändig verzeichnete  Datum des Werkes ist der 15. August 1862. Das Rondo in c-Moll war Teil des Kitzler-Studienbuchs. Wie bei den anderen Werken, die Bruckner während Kitzlers Unterricht komponierte und die Bruckner nur als technische Studien zum Zwecke der Formübung betrachtete, wurden wie das Quartett und das zusätzliche Rondo zu Bruckners Lebzeiten weder aufgeführt noch veröffentlicht. Das Werk, das zur Zeit von Renate Grasbergers thematischem Katalog von Bruckners Musik noch nicht bekannt war, wurde später als WAB 208 von der Österreichischen Akademie der Wissenschaften klassifiziert.
Leopold Nowak durfte auf das Kitzler-Studienbuch zugreifen, das sich in Privatbesitz befand, und das Rondo in c-Moll transkribieren. Das Rondo wurde am 17. August 1984 im Rahmen der Feierlichkeiten zu seinem achtzigsten Geburtstag in Wien uraufgeführt. Das Rondo erschien erstmals 1985.

## Musik
Das 233-Takt Stück in c-Moll und 2/4 als Allegro molto moderato gekennzeichnet, ist sparsam notiert, mit wenigen Hinweisen auf Dynamik. Es besteht aus sieben Teilen:
- A1: Takte 1–32
- B1: Gesanggruppe, Takte 33–68, Es-Dur
- A2: Takte 69–87
- C: Takte 88–139, As-Dur
- A3: Takte 140–172
- B2: Takte 173–205, C-Dur
- A4: Takte 206–233, dekoriert.

Das Rondothema tritt viermal auf und schließt drei Episoden ein, wobei die erste von Bruckner selbst als „Gesanggruppe“ bezeichnet wurde. Hier erkennt man die Tendenz zur Annäherung an die Sonatensatzform.

## Diskographie
Es gibt nur wenige Aufnahmen von Bruckners Rondo in c-Moll:
- Raphael Quartet. Bruckner: String Quintet. Rondo. Intermezzo. Globe 5078, 1992
- L’Archibudelli. Anton Bruckner: String Quintet. Intermezzo. Rondo. String Quartet. Sony Classical Vivarte SK 66 251, 1995
- Fine Arts Quartet, 2003. Download von Classics online; SWR 10241
- Ruysdael Quartet. First Steps. Cobra Records 0032, 2006
- Fine Arts Quartet. BRUCKNER: String Quintet in F Major / String Quartet in C Minor. Naxos 8.570788, 2008
- Quatuor Diotima. Bruckner & Klose String Quartets, Pentatone LC 868, 2024 – mit der Erstaufnahme des Themas und Variationen für Streichquartett, WAB 210